# Daniel T. Jewett
Daniel Tarbox Jewett, född 14 september 1807 i Pittston, Massachusetts (nuvarande Maine), död 7 oktober 1906 i Saint Louis, Missouri, var en amerikansk republikansk politiker. Han representerade delstaten Missouri i USA:s senat 1870-1871.
Jewett studerade först vid Colby College. Han utexaminerades 1830 från Columbia College och avlade  juristexamen vid Harvard Law School.
Jewett flyttade 1857 till Saint Louis. Han var 1866 ledamot av Missouri House of Representatives, underhuset i delstatens lagstiftande församling.
Senator Charles D. Drake avgick 1870 och Jewett blev utnämnd till senaten. Han efterträddes följande år av Francis Preston Blair, Jr.
Jewetts grav finns på Bellefontaine Cemetery i Saint Louis.